# Foodora (Česko)
Foodora (dříve Dáme jídlo) je česká platforma specializující se na rozvoz jídla a u vybraných obchodů také na rozvoz jejich zboží. Patří do evropské skupiny Foodora, jejíž název nese od roku 2023. K roku 2020 spolupracovala s téměř 5 000 partnery ve 170 obcích České republiky pokrývala více než 60 % nabídky české populace a během špičky doručila více než 10 000 jídel a dalších položek za hodinu.

## Historie
Firmu založil jako Dáme jídlo český internetový podnikatel Tomáš Čupr v roce 2012. Od roku 2014 je firma součástí společnosti Delivery Hero, celosvětově největšího hráče na trhu food delivery a quick commerce využívajícího v Evropě značku Foodora. Jeho akcie jsou obchodovatelné na frankfurtské burze a zároveň jsou součástí akciového indexu DAX, kam patří 30 nejvýznamnějších německých veřejně obchodovaných firem.
Výkonným ředitelem Foodory je od prosince 2022 Adam Kolesa.
Dáme jídlo začalo od 1. listopadu 2019 doručovat rychlé občerstvení z více než 80 provozoven amerického řetězce McDonald‘s ve 21 městech České republiky. Jako jediná rozvážková služba tehdy doručovala Foodora i Happy Meal. Ve stejném roce se platforma stala též oficiálním partnerem e-sportovců ve skupině eSuba.
V tomto roce také budovala dvě gastroprovozy s pěti až deseti samostatnými kuchyněmi (tzv. ghost kitchen) na území Prahy 4 a Prahy 11. O rok později, v roce 2020, začalo Dáme jídlo s budováním sítě q-commerce obchodů Dáme Market. V roce 2021 otevřelo v Česku 11 skladů.
V dubnu 2023 oznámila mateřská společnost Delivery Hero změnu názvu služby Dáme jídlo na Foodora. Projevila se postupně v průběhu několika týdnů. Ikonickou červenou barvu nahradila růžová.

## Doručování
Foodora doručuje jak vlastními dopravními prostředky, tak pomocí smluvních dodavatelů prostřednictvím kurýrů v automobilech na CNG, elektromobilech, klasických automobilech, na skútrech, na kolech nebo roznášejících pěšky.